# Irma Tavelidze
Irma Tavelidze (en georgiano ირმა თაველიძე; Gori, 1973) es una escritora  y traductora georgiana.

## Biografía
Nacida en 1973 en Gori, completó su licenciatura en filología y ha vivido en la capital, Tiflis, trabajando como traductora. Ha traducido obras literarias de autores franceses, ingleses y estadounidenses, incluyendo obras de J. M. Coetzee, Michel Houellebecq y Paul Auster.

## Obra
Desde 1999 Irma Tavelidze ha publicado cuentos en varios periódicos y revistas georgianos. En 2007 se publicó su primer volumen de relatos, Autobiografía en francés, y al año siguiente ganó el concurso literario TSERO, otorgado por los lectores. Asimismo, su relato La fortaleza de Gori apareció en la traducción sueca de la Antología de cuentos cortos georgianos.
La invención del este (აღმოსავლეთის გამოგონება, 2013) es una recopilación de cuentos, en general lentos y escritos en primera persona, en donde el narrador recuerda el pasado. Tavelidze enfoca sus textos en un tipo particular de persona, siendo él o ella un intelectual egocéntrico que se acerca al colapso, con una fuerte libido, propenso a las transgresiones y excesos, y con una imaginación activa que reemplaza a la percepción de la realidad. De acuerdo a la poetisa Eka Kevanishvili:

Los textos de Irma Tavelidze nunca dejan nada abierto; recuerdan un puño cerrado en donde los dedos tienen que liberarse lentamente, uno por uno.

Sus obras han sido traducidas al francés, alemán, sueco y otros idiomas.